# Sabina (namn)

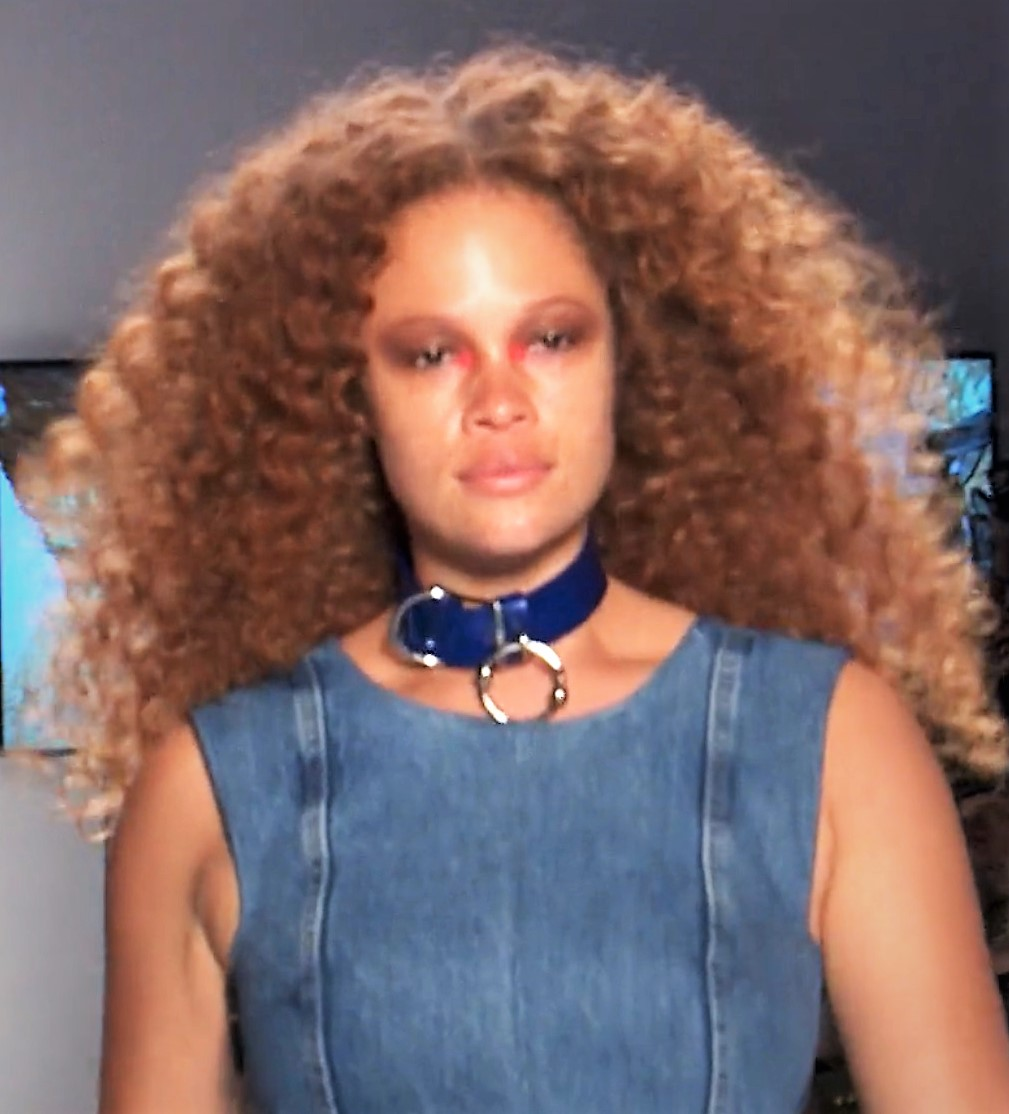
Sabina Karlsson, 2018.

Sabina är ett kvinnonamn med latinskt ursprung, och betyder helt enkelt "sabinsk kvinna". Sabinerna var ett italiskt folk som levde i bergstrakterna i området Sabinum.
Namnet har använts som dopnamn i Sverige sedan 1500-talet men har inte haft något större genomslag förrän på senare tid. Det hade en topp runt 1990 då det nästan nådde 50:e plats i popularitet och de flesta med detta namn är under 25 år. En form av namnet är Sabine. Äldsta belägg i Sverige, år 1582.
Den 31 december 2008 fanns det totalt 6 455 personer i Sverige med namnet, varav 4 233 med det som tilltalsnamn. År 2003 fick 78 flickor namnet, varav 43 fick det som tilltalsnamn.
Namnsdag: i Sverige 27 oktober (i Sverige sedan medeltiden. Ursprunget var en romersk kvinna som led martyrdöden på 100-talet.) I den finlandssvenska namnsdagslängden har Sabina namnsdag 27 oktober sedan 2000.

## Personer med namnet Sabina/Sabine
- Sabina, helgon, minnesdag 29 augusti
- Poppaea Sabina - romersk kejsarinna
- Vibia Sabina - romersk kejsarinna
- Sabine Braun - tysk friidrottare
- Sabina Ddumba - sångerska
- Sabine Deitmer - tysk deckarförfattare
- Sabine Herold - fransk politiker
- Sabina Jacobsen - handbollsspelare
- Sabina Karlsson - fotomodell
- Sabina Spielrein - rysk psykoanalytiker
- Sabina Steinbach - tysk stenhuggare
- Beata Sabina Straas - Sveriges första kvinnliga skådespelare
- Sabina Valbusa - italiensk längdåkare

## Namnvarianter
- Sabine (tysk, fransk)
- Szabina (ungersk)
- Bina, Bine (kortformer)
- Sabien (holländsk)
- Sabina (bosnisk, rysk, polsk, spansk)
- Savina (italiensk)